# Blott en dag (roman)
Blott en dag är en roman från 1955 av Einar Wallquist. Den beskriver en läkares liv i Lappmarken genom en episod för varje klockslag under dygnet. Författaren ansåg själv att detta var hans bästa bok.